# Austin A40 Farina
La A40 Farina è un'autovettura prodotta dalla British Motor Corporation tra il 1958 ed il 1967 e commercializzata col marchio Austin. Tra il 1960 e il 1967 venne costruita su licenza anche dall'Innocenti di Milano.

## L'Austin A40 Farina
La simpatica e "gibbosa" Austin A30/A35, nella seconda metà degli anni cinquanta, iniziava a sentire il peso degli anni e necessitava di un cambiamento radicale, almeno nella carrozzeria. 
Conservando la tradizionale meccanica del modello precedente, comune anche alla Morris Minor (che rimaneva in listino, in quanto ancora "ben venduta"), la BMC si rivolse alla Pininfarina per ridisegnarne la linea.
Il risultato fu una piccola (e originale, per l'epoca) Hatchback a due porte che coniugava abitabilità, robustezza ed elementi d'eleganza "British" (come le piccole pinne posteriori ed il coperchio del bagagliaio a "ribaltina").
Caratterizzata da interni sobri ed economici (ma non spartani), la A40 Farina, lanciata nel 1957, aveva una meccanica tradizionale: trazione posteriore, motore anteriore longitudinale, retrotreno ad assale rigido con Balestre a foglia e freni a tamburo.
A spingere la nuova utilitaria BMC ci pensava il noto 4 cilindri A-series con distribuzione ad albero a camme laterale di 948cm³ da 40CV SAE. Singolare fu il fatto che la resistenza alla ruggine fosse migliore nella prima versione rispetto alle successive, nonostante il maggior spessore delle lamiere, di cui si parlava esplicitamente nella pubblicità.

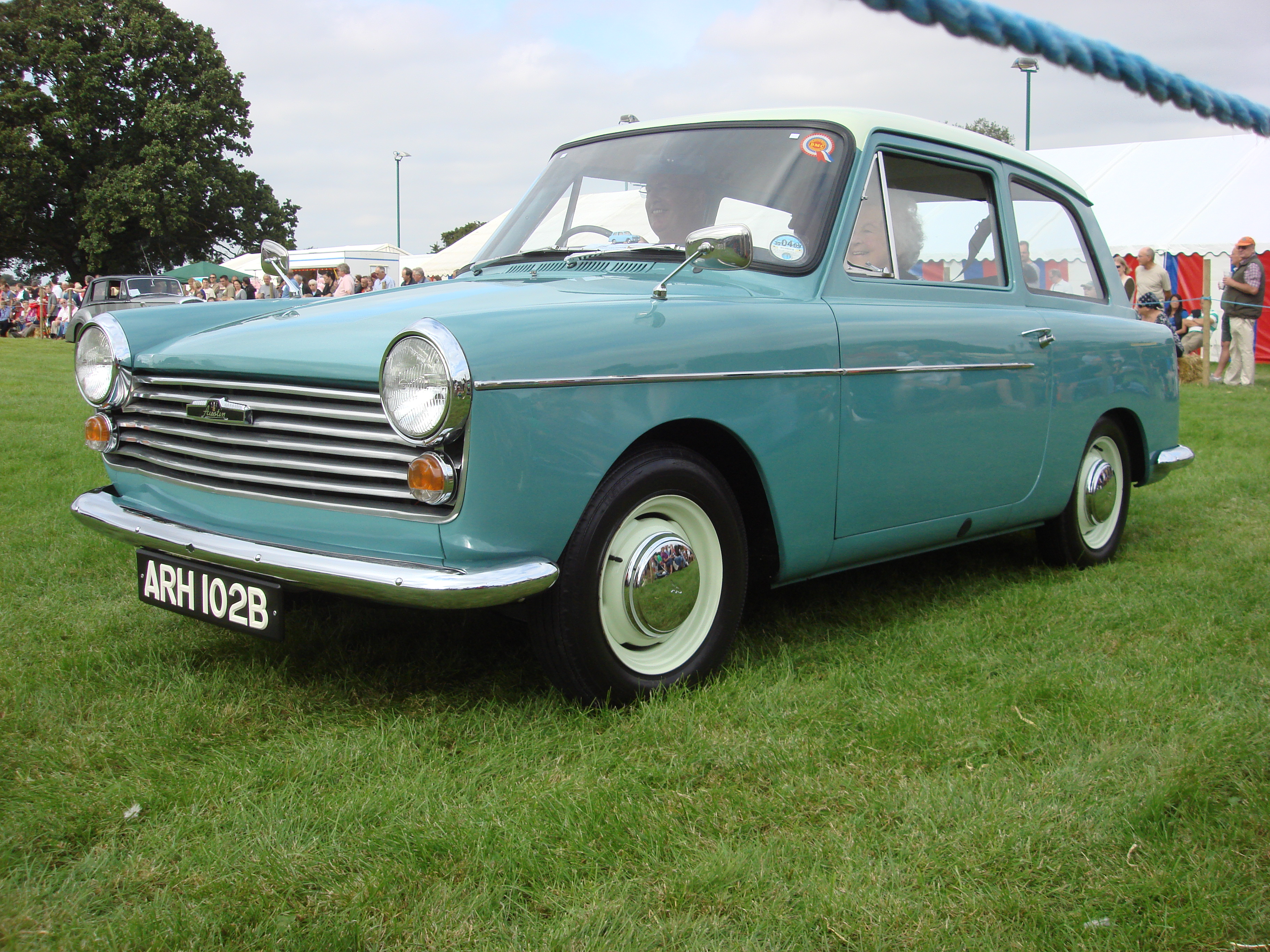
La A 40 Mk2

A fine 1961, un lieve aumento del passo e  alcuni ritocchi marginali al frontale e agli interni, portarono a far nascere la A40 MK2, dotata inoltre di motore potenziato di 4CV. La Mk2 veniva proposta anche in versione Countryman, ovvero dotata di portellone posteriore (ma la coda rimaneva invariata).
Alla  fine del 1962  la cilindrata dell'A-series che muoveva questi modelli venne incrementata a 1098 cm³ e la potenza a 50CV SAE.
La produzione cessò nel 1967 dopo 342.162 esemplari (169.612 MK I e 172.550 MK 2).

## L'Innocenti A40

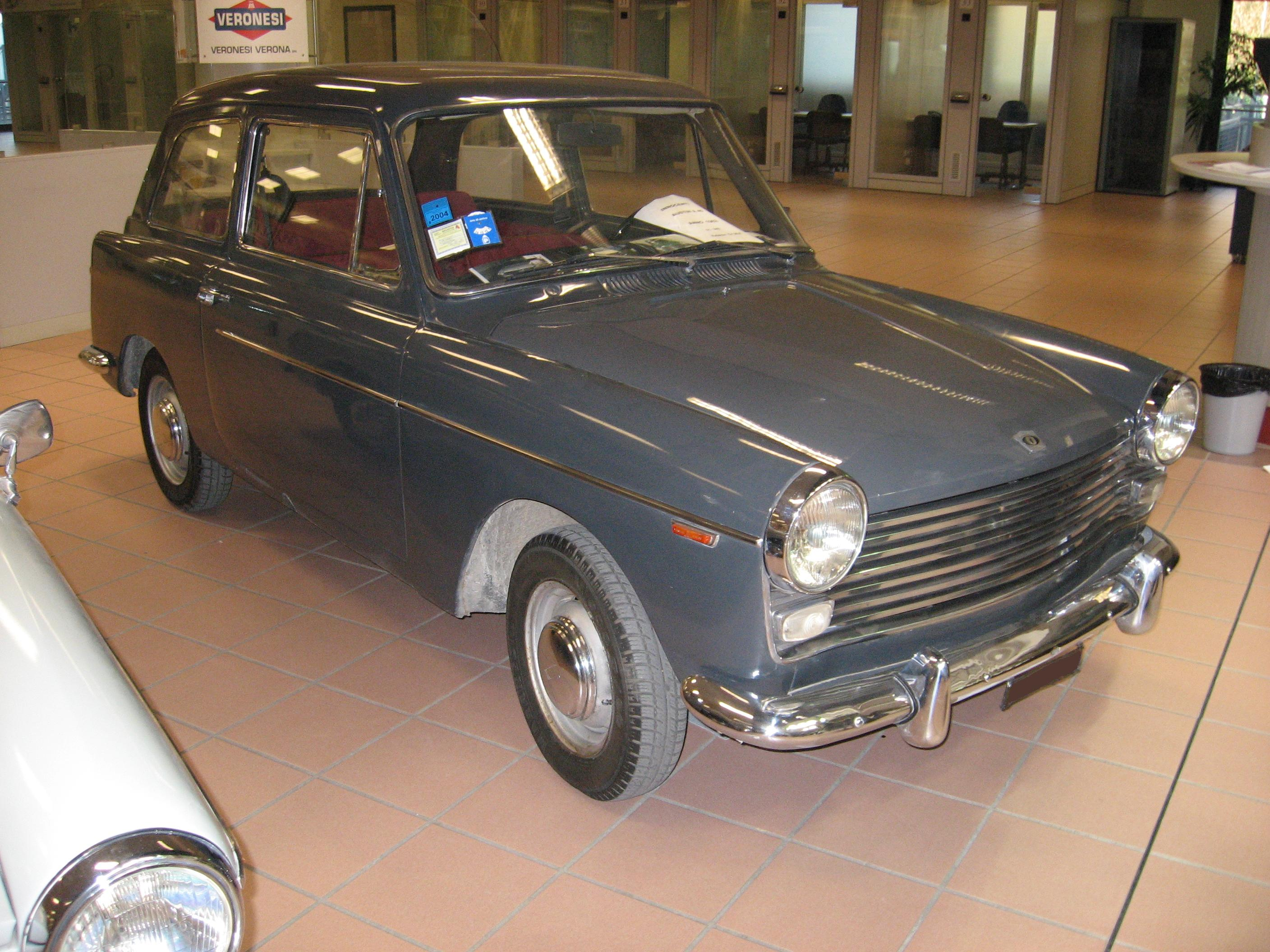
La versione Innocenti

Quando la Innocenti decise di affiancare alla propria produzione tradizionale (tubi in acciaio e scooter) la produzione di automobili, stipulò nel 1959 un accordo con la BMC per costruire su licenza la nuova utilitaria A40.
In effetti, con le alte quotazioni della sterlina inglese ed i dazi doganali sulle importazioni, l'unica soluzione plausibile per vendere la A40 in Italia era quella di stipulare un accordo con un produttore "in loco".
Dal canto suo, l'Innocenti intravide in questo la possibilità di presentarsi sul mercato con un prodotto che s'inseriva in un segmento, quello tra la 600 e la 1100, non ancora coperto dal maggior costruttore nazionale.
Nel 1960 venne così presentata l'Innocenti A40, in una veste praticamente identica all'originale inglese. Per un breve periodo, da parte di un'impresa esterna rispetto all'Innocenti, vennero venduti sul mercato italiano kit di potenziamento della vettura prodotti dall'impresa inglese ALEXANDER.
La volontà della Casa milanese di non limitarsi a produrre un mero clone portò però, nel 1961, al lancio della A40 Combinata, una sorta di preludio della Austin A40 Countryman (che avrebbe debuttato solo l'anno dopo); questa versione si differenziava dalla berlina per la presenza di un portellone posteriore in due pezzi: uno superiore che, comprendeva il lunotto e uno inferiore, che si apriva a ribaltina.
Nel 1962, seguendo la versione inglese, nacque la seconda serie, con ritocchi al frontale, motore potenziato a 44cv SAE e passo allungato di 89 millimetri. Le versioni rimanevano 2: "Berlina" (2 porte) e "Combinata" (3 porte).
Nel 1963 nacque la A40 S, con motore di 1098 cm³ (50cv SAE) e due varianti di carrozzeria: la berlina due porte e la Combinata; quest'ultima si differenziava dalle Combinata precedenti per la presenza di un portellone in unico pezzo, incernierato in alto. Si ricorda la pubblicità, che vedeva come testimonial Gigliola Cinquetti, la quale, nel messaggio, alludeva esplicitamente al suo non avere l'età... per la patente di guida.
La A40 berlina uscì di listino nel 1965, la Combinata invece nel 1967. Gli esemplari prodotti complessivamente da Innocenti furono 67.706.

## Modelli prodotti
- Austin A40 Farina 950 (40cv): 1958-62
- Austin A40 Farina 950 (44cv): 1962-65
- Austin A40 Farina 950 (44cv) Countryman: 1962-65
- Austin A40 Farina 1100: 1965-67
- Austin A40 Farina 1100 Countryman: 1965-67
- Innocenti A40 (40cv) Berlina: 1960-62
- Innocenti A40 (40cv) Combinata: 1961-62
- Innocenti A40 (44cv) Berlina: 1962-63
- Innocenti A40 (44cv) Combinata: 1962-63
- Innocenti A40 S Berlina: 1963-65
- Innocenti A40 S Combinata: 1963-67